# Castelnau-sur-Gupie
Castelnau-sur-Gupie är en kommun i departementet Lot-et-Garonne i regionen Nouvelle-Aquitaine i sydvästra Frankrike. Kommunen ligger i kantonen Seyches som tillhör arrondissementet Marmande. År 2022 hade Castelnau-sur-Gupie 914 invånare.

## Befolkningsutveckling
Antalet invånare i kommunen Castelnau-sur-Gupie
| Referens: INSEE |